# یواس‌اس لاو (دی‌ئی-۳۲۵)
یواس‌اس لاو (دی‌ئی-۳۲۵) (به انگلیسی: USS Lowe (DE-325)) یک کشتی بود که طول آن ۳۰۶ فوت (۹۳ متر) بود. این کشتی در سال ۱۹۴۳ ساخته شد.